# 军区 (德国)

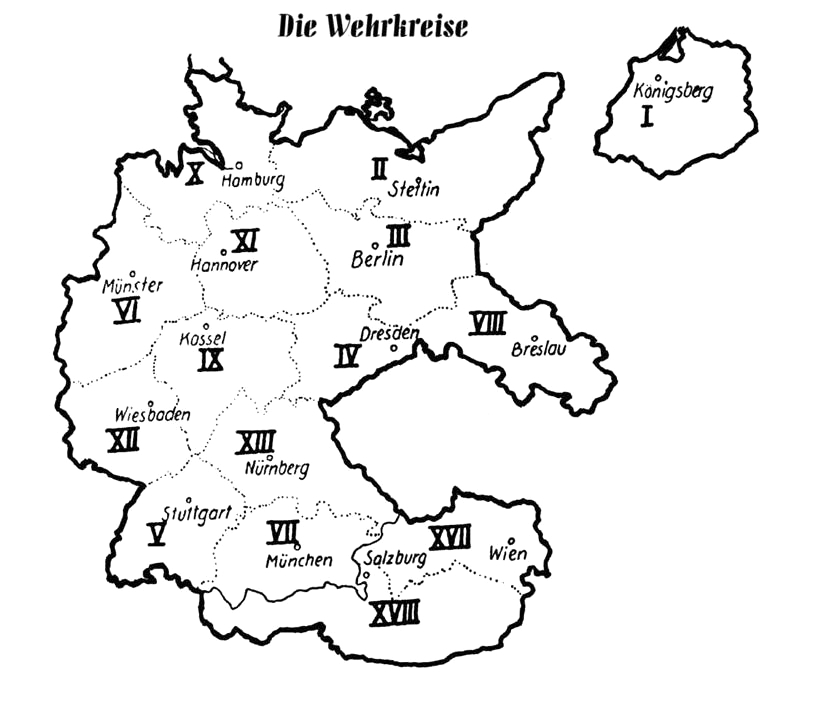
1938年的军区

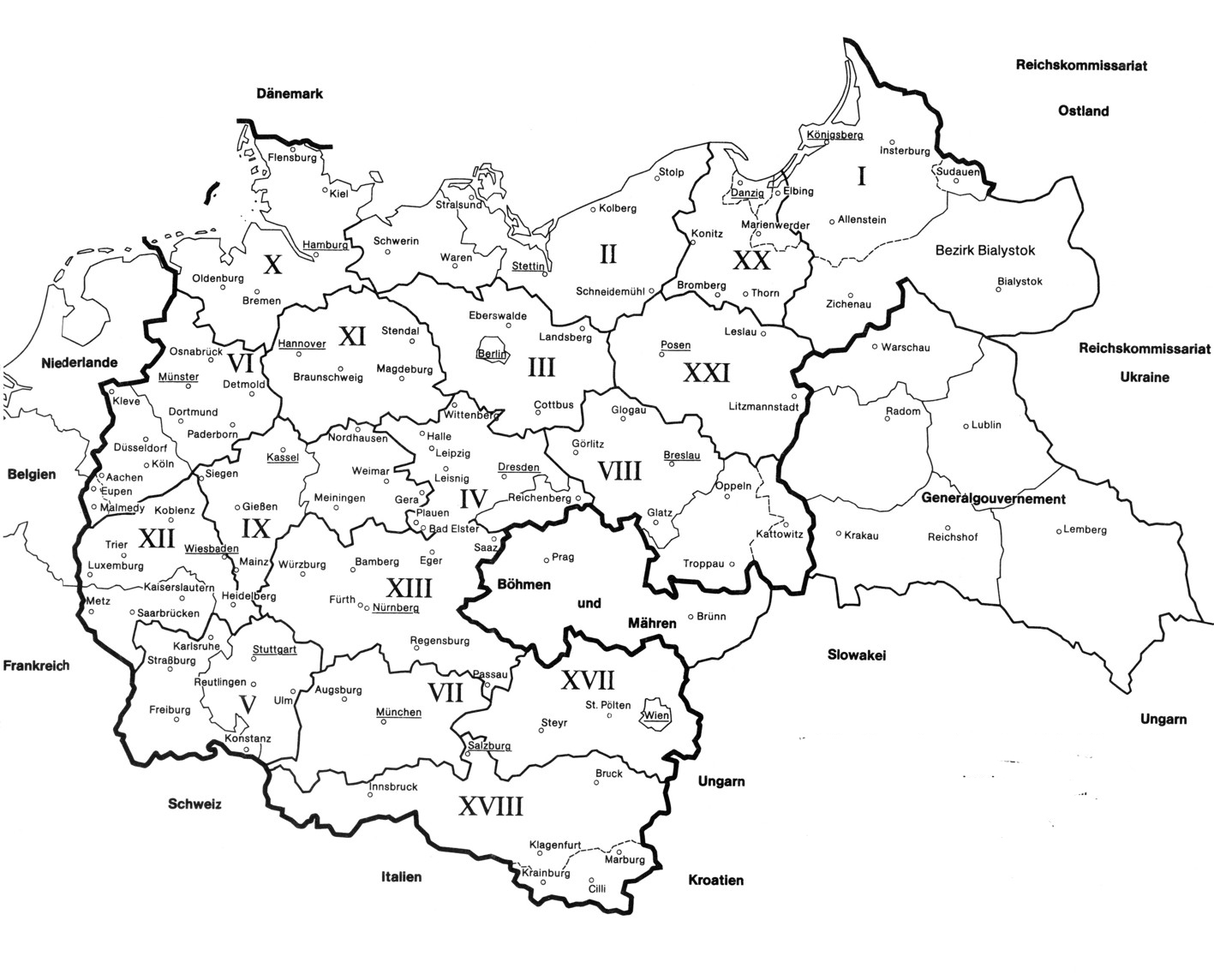
1943-44年的军区

军区（德語：Wehrkreise，单数：Wehrkreis），是二战前和二战期间纳粹德国的行政领土单位。军区的任务是组织和处理当地军队的增援和补给。后备军（Ersatzheer）负责管理这些地区。具有训练、征兵、补给和装备等职责。

## 列表

### 第1军区
第1军区总部位于柯尼斯堡，包含德国飞地东普鲁士，使其成为波罗的海沿岸的沿海区域。第1军区是第1军的总部所在地，该军团成立1934年10月从国防军第1师组建。第1军区在德国向立陶宛发出最后通牒后扩大到包括梅梅尔领地（立陶宛于1939年3月23日接受）；第1军区后来被扩大到包括梅梅尔领地、比亚韦斯托克地区和苏道恩地区。

### 第2军区
第2军区总部位于斯德丁，管辖梅克伦堡和波美拉尼亚的领土，这也第2军区拥有德国波罗的海海岸的最大份额。第2军区是第2军的总部，成立于1934年10月，由德国国防军第2师组成。

### 第3军区
第3军区总部位于柏林，大致包含现代德国勃兰登堡州和历史上的诺伊马克的领土。第3军区是第3军的所在地（1942年6月后为第3装甲军），成立于1934年10月，由德国国防军第3师组成。

### 第4军区
第4军区总部位于德累斯顿，包含现代德国萨克森州的领土以及萨克森-安哈尔特州的一些南部地区。第4军区是第4军的总部所在地，于1934年10月由国防军第4师组建而成。在1938年慕尼黑协议之后，通过增加北波西米亚部分地区而扩大规模。

### 第5军区
第5军区总部位于斯图加特，大致包含巴登、符腾堡和霍亨索伦-锡格马林根（大约相当于现代德国巴登-符腾堡州）。第5军区是第5军的驻地，于1934年10月由国防军第5师组建而成。德国战胜法国（1940年）后，其范围扩大到包括阿尔萨斯部分地区。

### 第6军区
第6军区总部位于明斯特，包含威斯特伐利亚省、下莱茵河的大部分地区以及现代下萨克森州的部分地区。第6军区是第6军的所在地，该军团于10月成立1934年来自国防军第6师。德国占领比利时后（1940年），比利时东部的部分地区被纳入第6军区。

### 第7军区
第7军区总部位于慕尼黑，位于现代德国巴伐利亚州南部。第7军区是第7军的所在地，该军团于1934年10月由国防军第7师组建。

### 第8军区
第8军区总部位于布雷斯劳，管辖西里西亚省。第8军区是第8军的所在地，该军成立于1934年10月，最初伪装为“Heeresdienststelle Breslau”。1935年，该军被正式命名为第8军。《慕尼黑协定》（1938年）后，摩拉维亚北部的部分地区被划入该区。德国入侵波兰后（1939年），领土进一步扩大，包括东上西里西亚的部分地区。

### 第9军区
第9军区总部位于卡塞尔，辖区位于德国中部，包括现代黑森州和图林根州的部分地区。第9军区是第9军的总部所在地，该军成立于1934年10月。1935年，该军被正式命名为第9军。

### 第10军区
第10军区总部位于汉堡。它包含了现代石勒苏益格-荷尔斯泰因州和下萨克森州北部的大部分地区，第10军区专门负责德国北海海岸以及波罗的海海岸的部分地区。第10军区是第10军的所在地，该军团于1935年10月15日由一支骑兵師组建而成。

### 第11軍區
第11军区总部位于汉诺威。它包含德国中北部的领土，包括现代下萨克森州东南部和萨克森-安哈尔特州北部的大部分地区。第11军区是第11军的所在地，该军团成立于1936年10月，总部设在汉诺威。

### 第12軍區
第12軍區总部位于威斯巴登。其领土大致相当于现代德国的莱茵兰-普法尔茨州和萨尔州，再加上巴登北部的一小部分（海德堡周围）。第12軍區是第12军的所在地。德国战胜法国后（1940年），第12軍區通过增加洛林部分地区（例如南锡地区）进行了扩建。

### 第13軍區
第13軍區总部位于纽伦堡。它包含弗兰肯和上普法尔茨，位于今天巴伐利亚的北半部。第13軍區是第13军的所在地，该军团成立于1937年10月1日，总部位于纽伦堡。 《慕尼黑协定》（1938年）后，该地区扩大到包括波西米亚西部的部分地区。

### 第17軍區
第17軍區总部设在维也纳。它包含奥地利东北部的三分之一，在1938年德奥合并后并入德意志帝国。第17軍區是第17军的所在地，该军团成立于1938年4月1日，总部设在维也纳。《慕尼黑协议》（1938年）后，该地区扩大到包括波西米亚南部的部分地区。

### 第18軍區
第18軍區总部设在萨尔茨堡。它包含奥地利西南部和东南部的三分之一，1938年德奥合并后并入德国。第18軍區是第18军（1940年后為第18山地军）的所在地，该军成立于1938年4月1日，总部位于萨尔茨堡。

### 第20軍區
第20軍區总部位于但泽。它包含西普鲁士省，该省在1939年入侵波兰时被德国占领。

### 第21軍區
第21軍區总部设在波森。它包含波森省，在1939年入侵波兰时被德国占领。

### 波希米亚-摩拉维亚保护国
波希米亚和摩拉维亚保护国也是一个军区，总部位于布拉格，其机构于1942年末创建。

### 波兰总督府
波兰总督府也是一个军区 ，并于1943年创建了相应的机构。